# Sembahe
Sembahe is een bestuurslaag in het regentschap Deli Serdang van de provincie Noord-Sumatra, Indonesië. Sembahe telt 1366 inwoners (volkstelling 2010).